# Akemi Miyano
 (mai 2024).
Akemi Miyano (宮野 明美, Miyano Akemi), aussi connue sous le pseudonyme de Masami Hirota (広田 雅美, Hirota Masami) est un personnage du manga et anime Détective Conan. Elle est la grande sœur de Shiho Miyano, elles furent toutes les deux membres de l'Organisation des hommes en noir, cependant contrairement à sa sœur, Akemi n'a jamais été considérée comme un membre important et de haut rang. Elle fut tuée par Gin après qu'elle braqua une banque lors de sa première apparition dans le manga. Malgré sa mort, elle apparaît dans de nombreux flashback ou lorsque Shiho pense à elle lorsqu'elle voit Ran.
- Voix japonaise : Sakiko Tamagawa
- Voix française : Julie Basecqz (série)

Akemi était la grande sœur de Shiho et l'ancienne petite-amie d'Akai. Son nom de couverture était Masami Hirota et elle travaillait dans une banque. Lors du 10e Braquage des Hommes en Noir, orchestré par Akemi et ses complices, celle-ci est tuée par Gin et Vodka sous les yeux de Conan, qui recueille ses derniers mots, apprenant l'identité réelle de Conan, et lui révélant à son tour des secrets sur l'Organisation. En fait, Akemi et sa sœur Shiho/Sherry faisaient tout pour quitter l'Organisation, et Akemi avait demandé à pouvoir partir en échange d'un dernier cambriolage pour le compte de l'Organisation. Cependant, la promesse de Gin n'est pas tenue, il refuse l'argent et tue Akemi, plus par vengeance par rapport à la fuite récente d'Akai, que pour punir ses envies de trahison. Malgré sa mort dès sa première apparition, elle reviendra souvent sous la forme de souvenirs, notamment dans les épisodes consacrés à Ai Haibara ou bien à Shūichi Akai. La première manque de sa sœur et voir Ran comme une sœur de substitution, et le second cherche à arrêter ou tuer Gin pour venger Akemi. Un jour, Agasa obtient des informations sur Atsushi et Elena Miyano, les parents de Ai et Akemi, et ils se rendent chez Dejima, ami de longue date d'Atsushi, l'un des derniers à l'avoir vu en vie. Cependant, Dejima meurt, tué par son collègue, et Conan parvient à la fois à résoudre l'enquête et à découvrir l'emplacement où Akemi avait caché les cassettes que la mère de Sherry avait enregistrées pour sa fille, dans lesquels celle-ci évoque le développement d'une mystérieuse drogue nommée « Silver Bullet », qu'elle a contribué à créer avec son mari, et qui pourrait être l'APTX. Depuis sa jeunesse, Akemi est dévouée et compatissante, n'hésitant pas à amener fréquemment Rei Furuya dans le cabinet de ses parents pour soigner ses blessures, par peur qu'il ne s'évanouisse. Plus tard, elle n'hésite pas non plus à sortir avec Shuichi Akai même si elle sait que c'est une liaison d'intérêt. Elle essaie aussi de dissuader un collègue de l'ami de son père de le tuer, en étant gentille et encourageante avec lui, ayant donc intelligemment deviné ses intentions meurtrières. Néanmoins, sa disparition brutale poussera ce collègue à finalement commettre son acte. Conan a récemment découvert un lien de famille entre les Akai et les Miyano, et se demande donc pourquoi Akai est sorti avec sa parente. Akemi a toujours été méprisée par l'Organisation, qui s'intéressait davantage au travail de ses parents et de sa sœur, au point de se débarrasser d'Akemi d'abord en l'envoyant étudier au Japon puis à l’étranger, ensuite en l'assassinant plus tard pour se venger de la trahison d'Akai. Alors que ses parents meurent dans un incendie, Akemi prend la charge familiale et gère presque tout pour sa sœur, créant un lien indéfectible avec celle-ci, et cherchant à la protéger et à la préserver dans l’Organisation par tous les moyens, même quitte à commettre des crimes pour eux. Cette présence sororale a permis à Shiho de prendre courage, et les deux filles ont toujours pensé qu'elles réussiraient un jour à s'enfuir, que ce soit avec Akai, qu'elle a fini par vraiment aimer, ou alors avec le braquage ou Conan. Elle a cru les paroles de Gin et s'est finalement retrouvée trahie à son tour. Cet assassinat a poussé Sherry à se rebeller puis à s'enfuir de l'Organisation en rapetissant avec l'APTX.
Le nom "Masami Hirota" provient d'un professeur d'université d'Akemi, avec lequel elle voyageait fréquemment. Ce dernier est assassiné plus tard par un ancien élève, et Conan et Ai réussissent, quoique trop tard, à récupérer des cassettes d'Akemi avec des infos sur l'Organisation.

## Contexte
Akemi Miyano est la première fille d'Elena et Atsushi Miyano qui sont tous deux des scientifiques travaillant pour l'Organisation, elle naquit dans ce contexte environ 25 ans avant le commencement de l'intrigue principale. Elle était membre de l'Organisation des hommes en noir mais contrairement à sa sœur Shiho Miyano (Ai Haibara), elle n'a jamais été considéré comme un membre important et pu donc mener une vie presque normale. Ses deux parents perdirent la vie lors d'un accident alors qu'elle n'était qu'une enfant, ainsi elle et sa sœur devinrent orphelines. Quand Shiho (Ai Haibara) grandit, elle devint une scientifique renommée et de haut rang pour l'Organisation et mena un mode de vie différent d'Akemi qui avait une vie normale, ainsi elles ne pouvaient pas se voir souvent. Malgré cela Akemi resta en contact avec elle et Shiho se sentait très proche d'elle.
Cinq ans avant le commencement de l'intrigue principale, Akemi rencontra Shuichi Akai, un agent du FBI infiltré dans l'organisation sous l'alias Dai Moroboshi. Il eut une relation amoureuse avec elle afin de s'approcher de sa sœur Shiho Miyano et avoir ainsi une place plus importante dans l'organisation dans le cadre de sa mission. Alors qu'initialement Akai l’utilisait juste pour réussir sa mission, ils tombèrent réellement amoureux l'un de l'autre, Akemi découvrit qu'Akai était un agent du FBI en infiltration dans l'organisation mais elle garda cela pour elle et n'en dit rien à celui-ci. Trois ans plus tard, la véritable allégeance de Shuichi Akai fut découverte et il ne fut plus membre de l'organisation, Akemi en profita pour lui révéler qu'elle savait qu'il était un agent du FBI et qu'elle souhaite quitter l'organisation et vivre pleinement son amour avec lui.
Cela fut impossible car Akemi pouvait difficilement partir sans sa sœur, et l'Organisation des hommes en noir ne pouvait permettre à Shiho de partir du fait de son travail sur le projet concernant l'APTX 4869, projet d'une importance capitale pour l'Organisation. Bien que Shuichi Akai stoppa tout contact avec Akemi pour ne pas la mettre en danger, l'Organisation planifiait sa mort car sa proximité avec Akai était considérée comme extrêmement dangereuse. L'Organisation ne pouvait pas simplement se débarrasser d'elle sans motif car cela détruirait la loyauté de Shiho, ainsi deux ans plus tard, juste après que Shinichi rapetissa, l'Organisation mis en place un plan dans lequel Akemi devrait nécessairement échouer et serait tuée en conséquence de cet échec.
C'est dans le cadre de cette mission, qui concerne un braquage de banque, qu'elle apparaît pour la première fois sous le pseudonyme de Masami Hirota, cependant elle meurt au cours de cette mission: elle a volé un milliard de yens pour l'utiliser comme monnaie d'échange afin qu'elle puisse libérer sa petite sœur de l'Organisation mais Akemi fut tué par Gin, bien que le braquage soit un succès.

## Implication avec l'Organisation des Hommes en Noir

### L'affaire Masami Hirota (tome 2 - Dossier 4-7 / épisode 128)
L'Organisation met en place un plan pour tuer Akemi, pour cela Gin met en place un marché : si elle arrive à braquer une banque et à voler par la même occasion 1 milliard de yens, elle et Shiho pourront quitter définitivement l'Organisation et partir où elles le souhaitent. Ainsi l'Organisation pense qu'elle échouera dans sa mission et que cela offrira une raison valable pour la réduire au silence et ainsi maintenir la loyauté de Shiho. Pour le braquage Akemi engage deux partenaires : Kenzo Hirota, un Tokyoïte sans famille qui permettra la fuite après le vol, et un autre homme de grande taille dont l'identité est inconnue et qui usera de sa force.
Akemi et ses deux coéquipiers réussissent le braquage, malheureusement Kenzo Hirota quitte le groupe et s'enfuit avec le butin ce qui met en péril la réussite de la mission, afin de le retrouver Akemi et son partenaire approchent plusieurs détectives. Akemi crée un alias : Masami Hirota qui n'est autre que le nom d'un de ses professeurs, elle change également son allure pour avoir l'air d'une jeune lycéenne à la recherche de son père, c'est sous cet alias qu'Akemi rencontre Kogoro Mouri et Conan Edogawa. Celui-ci accepte de l'aider et commence à chercher son prétendu père.
Pendant que s'effectue la recherche de Kenzo Hirota, Akemi rencontre Shiho dans un restaurant et lui décrit Conan. Elle lui dit qu'il vit dans l'agence de détective de Kogoro Mouri près de la maison de Shinichi Kudo - que Shiho a visité afin d'être sûr que shinichi a été tué par l'APTX 4869 - et qu'il a le comportement et l'intelligence d'un adulte. Shiho lui demande en quoi consiste sa mission mais Akemi refuse de lui en parler et qu'elles vont bientôt partir de l'Organisation et que Shiho devrait arrêter de travailler sur la drogue de l'organisation et trouver un petit-ami.
Avec l'aide de Conan et Ran, Kogoro trouve le domicile de Kenzo Hirota, "Masami Hirota" joue la comédie et prétend être ravie par les retrouvailles avec son "père". Le soir, Akemi et son partenaire vont le voir afin de récupérer le butin, mais cela tourne mal et Kenzo Hirota est tué par le grand homme contre la volonté d'Akemi, ils font passer sa mort pour un suicide. Le butin de nouveau entre les mains d'Akemi, celle-ci cherche à abandonner son collègue et de prendre l'argent pour elle seule. Elle demande donc des somnifères à Gin qui lui donne en réalité une boisson avec du cyanure sans en informer Akemi, ce qui a pour effet de tuer le partenaire d'Akemi dans le braquage. Elle cache le milliard de yens dans l’hôtel et va rejoindre Gin et Vodka au quai d'un port, avec Conan qui la suit de près car il a compris la vraie histoire derrière Misami Hirota.
Quand elle arrive sur les lieux de la rencontre, Akemi dit à Gin qu'elle lui révèlera où elle a entreposé l'argent seulement s'il permet à sa sœur de quitter l'Organisation. Mais Gin lui répond que Shiho est un membre beaucoup trop important de l'Organisation pour être libérée et lui donne une dernière chance pour lui dire où et l'argent, celle-ci refuse et Gin la tue. Conan arrive sur les lieux et essaie de la sauver et lui révèle qu'il est Shinichi Kudo, celle-ci lui communique le lieu dans lequel est caché l'argent pour le compte de l'Organisation, puis meurt des suites de ses blessures. Gin a fait passer sa mort pour un suicide, ainsi la police ne peut remonter jusqu’à lui, Conan apparait en photo avec le cadavre d'Akemi dans le journal sur l'article consacré au braquage.

### Les mystérieuses cassettes (tome 41 - Dossier 10 / épisode 340-341)
Conan, le professeur Agasa et Ai Haibara se rendent chez un ami de Elena et Atsushi Miyano, les parents de Akemi et Ai car ils ont des raisons de croire qu'elle a laissé quelque chose concernant l'Organisation des Hommes en noirs. Ils découvrent qu'Akemi a mis dans les toilettes des messages prononcés par Elena Miyano et enregistrés sur des cassettes, elles sont à destination de Shiho, numérotés de 1 à 20 qui correspond aux 20 anniversaires de celle-ci. Pour le dix-huitième anniversaire de Shiho, sa mère laisse un étrange message dans lequel elle révèle qu'elle travaille sur une terrifiante drogue nommé Silver Bullet.

« Shiho...ne regretteras-tu pas plus tard tes désirs d'aujourd'hui? Ta mère est là pour te guider!! Je te soutiendrais toujours, alors ne perds jamais confiance. La prochaine cassette concerne ton 19e anniversaire, bye-bye, à bientôt! Ah et puis, il est peut-être temps de te dire...en vérité ta mère prépare une drogue vraiment terrifiante en ce moment. Mes collègues du labo son vraiment tout excités à son sujet, ils disent que c'est une drogue de rêve...ton papa et moi avons posés tout nos espoirs dessus, nous l'avons appelée Silver Bullet !. Mais pour compléter cette drogue ton papa et moi allons devoir vous laisser, toi et ta sœur. J'espère que tu comprendras, Shiho. »

- Message laissée par Elena Miyano à Shiho pour son 18e anniversaire

## Personnalité
Akemi était une femme très sympathique et avait un bon sens de l'humour, elle était également chaleureuse et sociable ce qui tranche avec la personnalité froide et peu sociable de sa sœur Shiho, cependant Akemi était fragile comme le dit Shuichi Akai, elle pleurait souvent seule alors qu'elle prétendait être forte. Petite fille elle était malicieuse, elle a par exemple cachée les outils d'un ami de son père et s'amusa à les observer paniquer. Elle se soucie également de son entourage, surtout de Shiho Miyano (Ai haibara), Akemi avait constamment essayé de l'aider.

## Relations

### Shuichi Akai
Shuichi Akai et Akemi Miyano étaient amoureux alors que celui-ci infiltrait l'Organisation des hommes en noirs, la mission originelle d'Akai était de sortir avec Akemi afin de rencontrer sa sœur Shiho Miyano, il usa de son influence pour monter en grade dans l'Organisation. Il eut ainsi l'intention d'être suffisamment intégré dans l'organisation afin de rencontrer un haut membre et de le capturer pour le compte du FBI. Comme James Black le rappellera plus tard, Akai et Akemi tombèrent réellement amoureux alors que le but de Shuichi était seulement de la manipuler, ainsi Akai rompit avec Jodie Starling car il considère qu'il est contre sa nature d'aimer deux femmes.
Quelque temps après, Akemi eu des suspicions sur la véritable allégeance de Shuichi Akai, celui-ci fut découvert par l'Organisation comme étant un agent du FBI à la suite d'une grave erreur d'un de ses alliés : André Camel. Il ne fut plus membre de l'Organisation et confirme à Akemi qu'il travaille bel et bien pour le FBI, à son grand étonnement celle-ci n'est pas surprise et révèle qu'elle s'en doutait. Akai lui demande alors pourquoi elle n'a rien dit concernant ses suspicions à son égard, Akemi lui répond que c'est parce qu'elle est amoureuse de lui et qu'elle veut quitter l'Organisation avec Shiho et vivre une véritable relation amoureuse avec celui-ci. Mais l'Organisation ne peut laisser partir Shiho du fait de son travail sur l'élaboration de l'APTX4869, il ainsi établit qu'Akemi doit mourir du fait de sa relation avec Akai qui est jugée dangereuse, mais elle ne peut mourir sans raison car cela mettrait à mal la loyauté de sa sœur envers l'Organisation. Ainsi Akemi se voit assigné une mission - un braquage de banque - qu'elle devrait rater en toute circonstances, ce qui offre une raison valable de la tuer. Peu de temps avant le braquage, Akemi envoie un message à Akai dans lequel elle lui demande s'il veut être réellement son petit-ami quand elle quittera l'Organisation, elle réussit le hold-up mais fut tué par Gin. Shuichi garde ce message comme souvenir et preuve de son amour des mois après le meurtre d'Akemi par Gin.
Les circonstances de la rencontre entre Shuichi Akai et Akemi Miyano sont inconnues en ce qui concerne le manga. Toutefois le dessin-animé met en scène leurs rencontres : Akai se met volontairement près de la voiture de Akemi afin de se faire percuter par elle, celle-ci l’amène à l’hôpital et prend de ses nouvelles. À sa sortie celui-ci déclare qu'il n'est pas fâché par l'accident et lui dit son faux nom : Dai Moroboshi, ils sortirent ensemble après cela.

### Shiho Miyano (Ai Haibara)
Malgré le fait qu'elles ne pouvaient pas souvent se voir, Akemi et Shiho étaient des sœurs très proches l'un de l'autre. Akemi a essayé d'encourager Ai Haibara, très studieuse et occupée, à se détendre et à se trouver un petit ami. La mort d'Akemi traumatisa Shiho qui retrouve nombre de ses traits de caractères chez Ran Mouri, ce qui explique pourquoi elle est d'abord réticente à l'accepter à cause de la douleur provoquée par la disparition d'Akemi. Mais elle finira par la considérer parfois comme une sœur de substitut.

### Amuro Tooru
Akemi semble avoir connu Amuro Tooru, elle a décrit à Haibara la haine que se vouait Amuro et Akai.